# 杉本達治
杉本 達治（すぎもと たつじ、1962年〈昭和37年〉7月31日 - ）は、日本の政治家、元総務官僚。福井県知事（公選第19代・20代）。無所属。

## 人物
岐阜県中津川市出身。岐阜県立多治見北高等学校、東京大学法学部卒業。1986年4月に旧自治省に入省。2019年4月7日に行われた福井県知事選挙で現職の西川一誠知事を破り、初当選した。落選した西川知事と同じ自治省の出身で、副知事を歴任するなどかつての部下でもあった。
なお、2019年4月の知事選挙をめぐっては福井県議会の自由民主党所属議員（県会自民党）のうち、党本部の方針で福井県連が杉本を支持したことに反発して西川支持派の議員が別会派を結成するなど分裂選挙となったが当選した。
2022年12月2日、福井県議会の代表質問に、2期目に向け立候補を表明。
2023年4月9日投開票の県知事選挙で再選。

### 統一教会との関係
- 2019年10月6日、愛知県常滑市の愛知県国際展示場で開催された統一教会の「孝情文化祝福フェスティバル 名古屋4万名大会」に杉本は私費で祝電を送った[7][8]。
  - 2022年7月20日の定例会見で、祝電を送ったのは「世界平和」などの趣旨に賛同したためとし、「宗教性というか、団体を応援するようなことはありません」と説明した[8]。イベントの半年前には杉本が初当選した知事選があったが、同連合による支援の有無については「今すぐ思い出せるようなものはない」と話した[8]。
- 統一教会は同性結婚制度の導入やパートナーシップ宣誓制度などのLGBTの権利拡大に反対してきた活発な勢力であるが[9][10]、杉本自身は2022年6月の県議会本会議で、福井県内での「パートナーシップ制度」の導入について、今春、当事者と話し合いの場を持ったとして「何とかしないといけないと感じた」「制度導入で社会の理解が深まる」との見方を示しながら、LGBT当事者や支援団体などの話を聞いた上で、調査・研究していくとの方針を示した[11][12]。

## 発言
- 関西電力の森望社長との県庁での会談で、ロシアによるウクライナ侵攻に関連し、杉本は「特にウクライナ情勢があってから、原子力に対する国民理解は一定程度進んできていると感じる。とてもいい機会だと、ある意味で考えている」と発言した[13][14]。

## 経歴
- 1986年4月：自治省（現総務省）に入省[3]。
- 1986年7月：長野県地方課[15]
- 1987年12月：自治省大臣官房総務課 [15]
- 2000年：総務大臣（旧自治大臣）秘書官
- 2004年：福井県総務部長
- 2007年：内閣参事官
- 2010年：総務省市町村税課長、地方債課長
- 2013年：福井県副知事[4]
- 2016年6月：副知事を退任[4]、総務省消防庁国民保護・防災部長
- 2018年：総務省公務員部長
- 2019年：福井県知事